# Bistum Jining
Das Bistum Jining (lat.: Dioecesis Zinimensis) ist ein römisch-katholisches Bistum mit Sitz in Jining in der Volksrepublik China.

## Geschichte
Papst Pius XI. gründete mit dem Breve Ex apostolico munere  das Apostolische Vikariat Tsining am 8. Februar 1929 aus Gebietsabtretungen des Apostolischen Vikariats Xiwanzi. Mit der Apostolischen Konstitution Quotidie Nos wurde es am 11. April 1946 zum Bistum erhoben. 
Am 20. Oktober 1995, nach vielen Jahren der Sedisvakanz, empfing der 1989 von den Priestern der Diözese zum neuen Bischof gewählte und von der Regierung genehmigte John Liu Shi-gong die Bischofsweihe. Der Bischof scheint in Gemeinschaft mit dem Heiligen Stuhl gestanden zu haben.

## Ordinarien

### Apostolische Vikare von Tsining
- Evarist Chang (8. Februar 1929–26. Mai 1932)
- Joseph Fan Heng-nfan (10. Januar 1933–11. April 1946)

### Bischöfe von Jining
- Joseph Fan Heng-nfan (11. April 1946–1975)
- John Liu Shi-gong (20. Oktober 1995–9. Juni 2017)